# ABEC
ABEC es un sistema para clasificar los rodamientos por su tolerancia. La Organización Internacional de Estándares (International Organization for Standardization) (ISO) y la Organización Alemana de Estándares, (German National Standards Organization (DIN)) usan escalas equivalentes para clasificar la precisión de los rodamientos. Aunque en ISO o DIN las escalas están invertidas y números más pequeños significan mayor ajuste (equivaldría a menor espacio entre las piezas). Justo al contrario que la popular ABEC. 
| ABMA/ANSI Estd. 20 | ISO 492 | DIN 620 | JIS B 1514       |
| ------------------ | ------- | ------- | ---------------- |
| ABEC 1             | normal  | P0      | clase 0 clase 6X |
| ABEC 3             | clase 6 | P6      | clase 6          |
| ABEC 5             | clase 5 | P5      | clase 5          |
| ABEC 7             | clase 4 | P4      | clase 4          |
| ABEC 9             | clase 2 | P2      | clase 2          |

La certificación ABEC existe desde hace más de 30 años. La función del organismo ABEC (Annular Bearing Engineers Committee o Council), no es probar los rodamientos de todos los fabricantes y clasificarlos como buenos o malos, sino establecer estándares de dimensiones, tolerancias, geometría y ruido de los rodamientos para intentar ayudar a los fabricantes y usuarios en la producción, comparación y selección de rodamientos para usos generales. Como puede existir la American Bearing Manufacturers Association (ABMA),
Sin embargo como cada rodamiento se utiliza en unas aplicaciones y ambiente diferentes, para una máxima perfección los rodamientos deberían ser rediseñados para cada uso específico, como bujes de bajo rozamiento de precisión para bicicletas, skate, o simplemente el torno de un dentista que gira a 160000 vueltas por minuto.
La clasificación ABEC no es el único criterio utilizado para elegir rodamientos para usos especiales.
Es sólo una de las herramientas que los diseñadores de rodamientos pueden utilizar para ver si el componente es apropiado para la aplicación en concreto.
La clasificación ABEC incluye las categorías (impares) 1,3,5,7,9 
Basándose en la igualdad de tamaño y redondez de las bolas así como el alineamiento y perfección de las pistas de rodadura tras su creación y soldadura, se establece la precisión. Cuanto más alta la categoría más pequeñas son las tolerancias, haciendo el rodamiento más preciso.
Alta precisión y bajas tolerancias son necesarias en aplicaciones donde los rodamientos giran a velocidades de 20 a 30.000 rpm hasta las 300000 vueltas.
Téngase en cuenta que el rodamiento va en el eje y una pieza de un tamaño determinado girando a gran número de revoluciones aumenta su energía cinética en proporción a su velocidad (1/2masa x la velocidad al cuadrado).
En esos casos un rodamiento ABEC 7 o 9 puede ser apropiado. Pero un patín con ruedas de 70 mm girando a 20.000 rpm iría a 263km/h. En la mayoría de los casos en unos patines no se superan los 60 km/h, los rodamientos no pasarán de 6300 rpm (en el peor de los casos, con ruedas de 50mm viajando a 60 km/h) y la mayor parte del tiempo lo pasarán por debajo de 2500 rpm. Así que a velocidades a las que patina un skate no hace falta gran precisión aunque puede recibir cargas importantes que pueden dañar los rodamientos en los golpes secos.
Las dimensiones y tolerancias controladas por los estándar ABEC incluyen los diámetros y anchuras de las pistas de rodadura y hasta cierto nivel la suavidad de su superficie. El sistema ABEC ignora criterios como carga lateral, resistencia al impacto, selección y grado del material, lubricación, tipos de retenes de las bolas, espacio entre las bolas y las pistas, necesidades de instalación y la necesidad de mantenimiento y limpieza. Todos estos puntos son muy importantes en el funcionamiento de un rodamiento, aunque la certificación ABEC no los mencione.
Puede haber una diferencia enorme entre el funcionamiento de dos rodamientos con la misma categoría ABEC. De hecho muchas veces un rodamiento con categoría ABEC superior puede funcionar peor que uno de categoría inferior cuando lo colocamos en un determinado sitio. Así que basarse solamente en el estándar ABEC para la elección de un rodamiento puede llevar a confusión a comerciantes y usuarios que no a fabricantes. La categoría ABEC es irrelevante si se utiliza como criterio único de selección.
Para expresarlo gráficamente, utilizar un rodamiento ABEC 7 o 9 en un patín es como usar un coche de Fórmula 1 en el París-Dakar. El hecho de que el F1 sea muy rápido no lo hará ganar y fallará en el momento en el que las suspensiones se rompan y el motor se llene de arena.
Para conseguir la máxima precisión y mínimo roce se debe recurrir a procesos de fabricación mucho más complejos, aumentando el precio en gran medida.
Para disminuir la fricción y aumentar la velocidad, un método mejor es usar bolas de cerámica, que presenta ventajas en todos los puntos, excepto en el precio.
En conclusión, la norma ABEC no es sinónimo de fortaleza, si no sólo tolerancia o precisión.